# Lutherkirche (Mainz)
Die Lutherkirche ist ein Kirchengebäude in der Mainzer Oberstadt.

## Lage
Die Kirche liegt neben der Zitadelle unmittelbar über dem antiken römischen Theater. Beide Bauwerke stehen unter Denkmalschutz. Die Adresse ist Zitadellenweg 1.

## Geschichte
Die Luthergemeinde war als evangelische Kirchengemeinde für die Oberstadt im November 1930 ohne eigenes Kirchengebäude gegründet worden. Die Gottesdienste fanden in verschiedenen Sälen der Oberstadt statt. Das Projekt einer eigenen Kirche kam erst nach der Zerstörung aller drei evangelischen Kirchen in Mainz in Gang.
Die Kirche wurde im Jahre 1949 als erste Kirche nach dem Zweiten Weltkrieg in Mainz gebaut. Dies wurde durch das Notkirchenprogramm der Evangelischen Kirche in Deutschland und tatkräftige Mitarbeit der Gemeindemitglieder ermöglicht. Der Entwurf des Architekten Otto Bartning führte zu einem beeindruckenden und sich harmonisch ins Stadtbild einfügenden Kirchenbau.